# Цыбульский, Иван Денисович
Иван Денисович Цыбульский (1770 или 1771, Бельский уезд, Смоленская губерния — 6 марта 1837, Горка, Тверская губерния), российский командир эпохи наполеоновских войн, генерал-майор.

## Биография
Родился в 1770 (по другим данным — в 1771) году в дворянской семье.
7 октября 1789 года поступил капралом в гвардию; 15 мая 1792 года был переведён на флот с чином подпоручика. 30 сентября 1796 года вышел в отставку.
В ноябре 1796 принят капитаном в Павловский гренадерский полк, затем переведён в Семёновский лейб-гвардии полк; 22 декабря 1798 произведён в полковники.
19 мая 1800 года произведён в генерал-майоры с назначением шефом мушкетёрского Уфимского полка. В 1809 году участвовал в походе в австрийскую Галицию.
В 1812 году командовал бригадой 24-й пехотной дивизии, сражался под Смоленском. В Бородинской битве принял командование дивизией, был ранен (дважды) и контужен при защите батареи Раевского. Не окончив лечения, прибыл к армии в Тарутино, участвовал в Малоярославецком сражении. Затем с бригадой 27-й пехотной дивизии оставался в Красном для устройства военного порядка в Смоленской губернии.
С сентября 1814 года — командир бригады 24-й пехотной дивизии; 11 сентября 1816 года определён состоять по армии.
14 января 1834 года уволен в отставку по состоянию здоровья с мундиром и пенсией. Жил в своём имении Горка в Вышневолоцком уезде (Тверская губерния), где и скончался 6 марта 1837 года.
Похоронен на Осеченском погосте Вышневолоцкого уезда.

## Награды
- орден Св. Анны 1-й степени
- орден Св. Владимира 3-й степени — за отличие под Смоленском[3]
- орден Св. Георгия 4-го класса
- Мальтийский крест[3][2]